# HD 125072
HD 125072 是一顆位於半人馬座附近的橙矮星。難以用肉眼觀察，視星等為6.637。根據視差，這顆恆星距離太陽38.5光年。它正以−14.9 km/s的徑向速度漂移得更近。
這顆恆星的恆星分類是K3IV，匹配正在演化成巨星的K 型亞巨星。它具有太陽質量的81%和太陽半徑的83%。這顆恆星在4,858 K的有效溫度下從其光球層輻射出太陽光度的34.7%。根據這顆恆星的成分和運動學，估計它的年齡約為100億年。它的自轉速度為4公里/秒。